# Gare de Baillargues
Gare de Baillargues – przystanek kolejowy w Baillargues, w departamencie Hérault, w regionie Oksytania, we Francji.
Jest przystankiem kolejowym Société nationale des chemins de fer français (SNCF), obsługiwanym przez pociągi TER Languedoc-Roussillon.

## Położenie
Znajduje się 25 m n.p.m., na 64,254 km linii Tarascon – Sète, pomiędzy dworcami Saint-Brès - Mudaison i Saint-Aunès.

## Usługi
Baillargues jest obsługiwany przez pociągi TER Languedoc-Roussillon kursujące pomiędzy Nîmes i Narboną.